# کریوکوو (شهرستان بوریسوفسکی، استان بلگورود)
کریوکوو (انگلیسی: Kryukovo, Borisovsky District, Belgorod Oblast) یک شهرک در بخش بوریسوفسکی استان بلگورود کشور روسیه است.